# (7210) Darius
(7210) Darius ist ein Asteroid des äußeren Hauptgürtels, der am 24. September 1960 von dem niederländischen Astronomenehepaar Cornelis Johannes van Houten und Ingrid van Houten-Groeneveld entdeckt wurde. Die Entdeckung geschah im Rahmen des Palomar-Leiden-Surveys, bei dem von Tom Gehrels mit dem 120-cm-Oschin-Schmidt-Teleskop des Palomar-Observatoriums aufgenommene Feldplatten an der Universität Leiden durchmustert wurden.
Die Exzentrizität des Asteroiden ist mit 0,0040 gering, so dass seine Bahn um die Sonne einer idealen Kreisbahn recht nahe kommt, ähnlich der Exzentrizität des Planeten Venus (0,0068). Sie ist noch deutlich geringer als die Exzentrizität der Erde (0,0167).
(7210) Darius ist Mitglied der Koronis-Familie, einer Gruppe von Asteroiden, die nach (158) Koronis benannt ist. Die zeitlosen (nichtoskulierenden) Bahnelemente von (7210) Darius sind fast identisch mit denjenigen von sieben kleineren, wenn man von der Absoluten Helligkeit von 14,2, 14,4, 15,4, 15,8, 16,3, 16,0 und 17,1 gegenüber 12,6 ausgeht, Asteroiden: (11201) Talich, (55691) 3028 T-2, (88045) 2000 VC5, (170751) 2004 BC163, (173801) 2001 SE225, (179322) 2001 WF44 und (355068) 2006 SC219.
Nach der SMASS-Klassifikation (Small Main-Belt Asteroid Spectroscopic Survey) wurde bei einer spektroskopischen Untersuchung von Gianluca Masi, Sergio Foglia und Richard P. Binzel bei (7210) Darius von einer hellen Oberfläche ausgegangen, es könnte sich also, grob gesehen, um einen S-Asteroiden handeln.
(7210) Darius ist nach Dareios I. benannt, einem Großkönig des persischen Achämenidenreiches. Die Benennung erfolgte am 16. Oktober 1997. Darius ist die lateinische Form von Dareius. Dareios I., oft auch Darius der Große genannt, gilt neben Kyros II. als der bedeutendste Großkönig des altpersischen Reiches. Nach Kyros II. wurde der Asteroid des mittleren Hauptgürtels (7209) Cyrus benannt.